# Pseudomixom peritoneal
Pseudomixomul peritoneal sau boala gelatinoasă a peritoneului, peritonita gelatinoasă, este o tumoră mucoidă rară a peritoneului, cu evoluție lenta, caracterizată prin prezența în cavitatea peritoneală a unei glucoproteine mucoide asemănătoare gelatinei. Această acumulare de material vâscos se asociază mai frecvent cu afecțiuni ovariene sau apendiculare. În afecțiunile ovariene se datorează fisurării sau rupturii unui chistadenom sau chistadenocarcinom mucinos, iar în afecțiunile apendiculare prezenței unui mucocel apendicular sau adenocarcinom secretor de mucus al apendicelui.